# George Chapline
George Frederick Chapline mlajši, ameriški fizik, * 6. maj 1942, Teaneck, New Jersey, ZDA.

## Življenje in delo
Chapline je doktoriral leta 1967 na MIT. Do julija 1969 je bil docent na Univerzi Kalifornije v Santa Cruzu, nato se je zaposlil v Lawrenceovem nacionalnem laboratoriju (LLNL) v Livermoreu, Kalifornija.
Chapline je strokovnjak na področju fizike kondenzirane snovi in raziskuje na področju kvantne fizike, astrofizike in nevronskih mrež. Skupaj  z Nobelovim nagrajencem Robertom Laughlinom je odkril vrsto tankih superprevodnikov.
Raziskoval je črne luknje in predlagal da je njihov obstoj vprašljiv. Telesa, za katera se trenutno verjame da so črne luknje, so dejansko zvezde iz temne energije. Te zaključke je izvedel iz nekaterih analiz kvantnomehanskih problemov v zvezi s črnimi luknjami. Dogodkovna obzorja in zaprte časovne krivulje v stvarnem svetu ne morejo obstajati zaradi preprostega razloga, ker niso v skladu s kvantno mehaniko. Dogodkovno obzorje na primer ne more povsod uskladiti atomskih ur. Glavno neskladje med kvantno mehaniko in splošno teorijo relativnosti je pomanjkanje univerzalnega časa v splošni teoriji relativnosti. Čeprav njegov predlog večina fizikov po svetu ne podpira, so leta 2006 o tem mediji veliko poročali.
Leta 1982 je prejel nagrado Ernesta Orlanda Lawrencea za izjemne dosežke k pomembnim problemom ameriške nacionalne varnosti.